# Fussball-Club Rot-Weiß Erfurt 1994-1995
Questa voce raccoglie le informazioni riguardanti il Fussball-Club Rot-Weiß Erfurt nelle competizioni ufficiali della stagione 1994-1995.

## Stagione
Nella stagione 1994-1995 il Rot Weiss Erfurt, allenato da Klaus Goldbach, concluse il campionato di Regionalliga nordest al 5º posto. In Coppa di Germania il Rot Weiss Erfurt fu eliminato al primo turno dal Duisburg.

## Rosa
| N. |                                 | Ruolo | Calciatore       |
| -- | ------------------------------- | ----- | ---------------- |
|    | Germania (bandiera)             | P     | Steffen Kraus    |
|    | Germania (bandiera)             | D     | Thomas Giehl     |
|    | Germania (bandiera)             | D     | Guido Gorges     |
|    | Germania (bandiera)             | D     | Jens Große       |
|    | Bosnia ed Erzegovina (bandiera) | D     | Dragan Kavaz     |
|    | Germania (bandiera)             | D     | Heiko Nowak      |
|    | Germania (bandiera)             | D     | Giesbert Penneke |
|    | Germania (bandiera)             | D     | Steffen Riedel   |
|    | Germania (bandiera)             | D     | Steffen Schmidt  |
|    | Germania (bandiera)             | C     | Heiko Brumme     |
|    | Germania (bandiera)             | C     | Heiko Cramer     |
|    | Germania (bandiera)             | C     | Christian Ertmer |

| N. |                                 | Ruolo | Calciatore         |
| -- | ------------------------------- | ----- | ------------------ |
|    | Germania (bandiera)             | C     | Torsten Keller     |
|    | Germania (bandiera)             | C     | Alexander Langbein |
|    | Germania (bandiera)             | C     | Heiko Leinhos      |
|    | Bosnia ed Erzegovina (bandiera) | C     | Admir Mujakovic    |
|    | Germania (bandiera)             | C     | Stefan Otto        |
|    | Germania (bandiera)             | C     | Piet Schönberg     |
|    | Germania (bandiera)             | C     | Jan Wehrmann       |
|    | Germania (bandiera)             | C     | Heiko Weinrich     |
|    | Germania (bandiera)             | A     | Ronny Hebestreit   |
|    | Germania (bandiera)             | A     | Ralf Heider        |
|    | Germania (bandiera)             | A     | Sebastian Helbig   |
|    | Germania (bandiera)             | A     | Matthias Mey       |

## Organigramma societario
Area tecnica
- Allenatore: Klaus Goldbach
- Allenatore in seconda:
- Preparatore dei portieri:
- Preparatori atletici:
- Analisi video:

## Calciomercato

### Sessione estiva
| Acquisti | Acquisti         | Acquisti        | Acquisti |
| R.       | Nome             | da              | Modalità |
| -------- | ---------------- | --------------- | -------- |
| C        | Heiko Brumme     | 1. SV Suhl 1906 |          |
| A        | Ronny Hebestreit | FC Erfurt-Nord  |          |
| C        | Torsten Keller   | 1. SV Suhl 1906 |          |
| D        | Giesbert Penneke | Hallescher      |          |
| C        | Jan Wehrmann     | TeBe Berlino    |          |

| Cessioni | Cessioni        | Cessioni          | Cessioni |
| R.       | Nome            | a                 | Modalità |
| -------- | --------------- | ----------------- | -------- |
| C        | Uwe Abel        | Spfr. Oesede      |          |
| A        | Daniel Bärwolf  | Lokomotive Lipsia |          |
| D        | Frank Dünger    | Plauen            |          |
| C        | Marco Weißhaupt | Amburgo           |          |

## Risultati

### Regionalliga

#### Girone di andata
| Jena 30 luglio 1994, ore 14:00 CEST 1ª giornata | Carl Zeiss Jena | 0 – 0 referto | Rot-Weiß Erfurt | Ernst-Abbe-Sportfeld (3 294 spett.)\| Arbitro: \| Heynemann \| |
| Arbitro:                                        | Heynemann       |               |                 |                                                                |

| Arbitro: | Müller |

|  |           |                       |
|  | Marcatori | 37’ Boer 61’ Barbarez |

| Arbitro: | Voigt |

|                         |           |              |
| Lucic 13’ Leonhardt 88’ | Marcatori | 89’ Weinrich |

| Arbitro: | Sax |

|            |           |  |
| Cramer 56’ | Marcatori |  |

| Arbitro: | Wendorf |

|  |           |           |
|  | Marcatori | 8’ Brumme |

| Arbitro: | Fröhlich |

|                         |           |  |
| Cramer 27’ Wehrmann 48’ | Marcatori |  |

| Arbitro: | Bley |

|                             |           |         |
| Bayerschmidt 22’ Mencel 43’ | Marcatori | 62’ Mey |

| Arbitro: | Lehmann |

|                                  |           |  |
| Mey 5’, 49’ Cramer 26’ Große 78’ | Marcatori |  |

| Arbitro: | Haupt |

|                  |           |  |
| Leitzke 26’, 58’ | Marcatori |  |

| Arbitro: | Heynemann |

|                                             |           |  |
| Wehrmann 66’ (rig.) Helbig 75’ Langbein 77’ | Marcatori |  |

| Arbitro: | Bley |

|             |           |              |
| Schmidt 46’ | Marcatori | 83’ Kaehlitz |

| Arbitro: | Kiefer |

|                     |           |            |
| Jopek 37’ Thiel 42’ | Marcatori | 31’ Cramer |

| Arbitro: | Junghof |

|                 |           |  |
| Helbig 77’, 80’ | Marcatori |  |

| Arbitro: | Sather |

|                |           |  |
| Gluhačević 13’ | Marcatori |  |

| Arbitro: | Richter |

|                      |           |  |
| Große 56’ Cramer 69’ | Marcatori |  |

| Arbitro: | Cyrklaff |

|                        |           |                                              |
| Nikol 54’ Reckmann 83’ | Marcatori | 13’ Hebestreit 34’, 41’ Wehrmann 63’ Schmidt |

| Arbitro: | Augar |

|                                 |           |                                               |
| Hebestreit 9’ Wehrmann 17’, 33’ | Marcatori | 39’ Woltmann 56’ Besser 66’ (rig.) Zimmerling |

#### Girone di ritorno
| Erfurt 4 febbraio 1995, ore 13:30 CET 18ª giornata | Rot-Weiß Erfurt | 0 – 0 referto | Carl Zeiss Jena | Steigerwaldstadion (6 000 spett.)\| Arbitro: \| Ziller \| |
| Arbitro:                                           | Ziller          |               |                 |                                                           |

| Arbitro: | Bley |

|  |           |                           |
|  | Marcatori | 47’ Hebestreit 73’ Helbig |

| Arbitro: | Scheibel |

|            |           |  |
| Helbig 79’ | Marcatori |  |

| Arbitro: | Toschek |

|             |           |            |
| Dreßler 77’ | Marcatori | 15’ Helbig |

| Arbitro: | Pöckelmann |

|              |           |            |
| Wehrmann 28’ | Marcatori | 4’ Pordzik |

| Arbitro: | Lehmann |

|                               |           |                               |
| Weber 25’ Klenge 35’ Rath 70’ | Marcatori | 5’ (rig.) Schmidt 67’ Penneke |

| Arbitro: | Junghof |

|           |           |          |
| Helbig 8’ | Marcatori | 52’ Lenz |

| Arbitro: | Matschulla |

|                         |           |              |
| Kretschmer 56’ Kurt 74’ | Marcatori | 84’, 87’ Mey |

| Arbitro: | Brandt-Chollé |

|                       |           |             |
| Hebestreit 2’ Mey 12’ | Marcatori | 66’ Leitzke |

| Arbitro: | Reck |

|  |           |                                                               |
|  | Marcatori | 5’ Schmidt 39’ Große 45’ (rig.) Wehrmann 53’ Nowak 73’ Gorges |

| Arbitro: | Eßbach |

|  |           |             |
|  | Marcatori | 43’ Schmidt |

| Arbitro: | Sather |

|                              |           |  |
| Hebestreit 50’ Mujakovic 87’ | Marcatori |  |

| Arbitro: | Bley |

|                           |           |                                        |
| Holzbecher 10’ Dzajic 80’ | Marcatori | 35’ Wehrmann 55’, 59’ Cramer 90’ Giehl |

| Arbitro: | Toschek |

|                                                                                   |           |  |
| Schmidt 2’ Schönberg 20’ Hebestreit 35’, 52’ Mey 55’, 71’ Wehrmann 62’ Gorges 82’ | Marcatori |  |

| Arbitro: | Blumenstein |

|                      |           |                           |
| Wiedemann 60’ (rig.) | Marcatori | 39’ Hebestreit 66’ Cramer |

| Arbitro: | Junghof |

|                                                        |           |                      |
| Große 6’ Hebestreit 14’, 60’ Mujakovic 66’ Schmidt 82’ | Marcatori | 43’ (rig.) Brestrich |

| Arbitro: | Bley |

|                                          |           |                     |
| Konetzke 6’, 30’ Kubis 69’ Fraedrich 88’ | Marcatori | 81’ (rig.) Wehrmann |

### Coppa di Germania
| Arbitro: | Hufgard |

|  |           |                        |
|  | Marcatori | 113’ Cirjak 114’ Közle |

## Statistiche

### Statistiche di squadra
| Competizione         | Punti | In casa | In casa | In casa | In casa | In casa | In casa | In trasferta | In trasferta | In trasferta | In trasferta | In trasferta | In trasferta | Totale | Totale | Totale | Totale | Totale | Totale | DR  |
| Competizione         | Punti | G       | V       | N       | P       | Gf      | Gs      | G            | V            | N            | P            | Gf           | Gs           | G      | V      | N      | P      | Gf     | Gs     | DR  |
| -------------------- | ----- | ------- | ------- | ------- | ------- | ------- | ------- | ------------ | ------------ | ------------ | ------------ | ------------ | ------------ | ------ | ------ | ------ | ------ | ------ | ------ | --- |
| Regionalliga nordest | 62    | 17      | 11      | 5       | 1       | 38      | 10      | 17           | 7            | 3            | 7            | 28           | 24           | 34     | 18     | 8      | 8      | 66     | 34     | +32 |
| Coppa di Germania    | -     | 1       | 0       | 0       | 1       | 0       | 2       | 0            | 0            | 0            | 0            | 0            | 0            | 1      | 0      | 0      | 1      | 0      | 2      | -2  |
| Totale               | 62    | 18      | 11      | 5       | 2       | 38      | 12      | 17           | 7            | 3            | 7            | 28           | 24           | 35     | 18     | 8      | 9      | 66     | 36     | +30 |

### Andamento in campionato
| Giornata  | 1  | 2  | 3  | 4  | 5  | 6 | 7  | 8 | 9  | 10 | 11 | 12 | 13 | 14 | 15 | 16 | 17 | 18 | 19 | 20 | 21 | 22 | 23 | 24 | 25 | 26 | 27 | 28 | 29 | 30 | 31 | 32 | 33 | 34 |
| --------- | -- | -- | -- | -- | -- | - | -- | - | -- | -- | -- | -- | -- | -- | -- | -- | -- | -- | -- | -- | -- | -- | -- | -- | -- | -- | -- | -- | -- | -- | -- | -- | -- | -- |
| Luogo     | T  | C  | T  | C  | T  | C | T  | C | T  | C  | C  | T  | C  | T  | C  | T  | C  | C  | T  | C  | T  | C  | T  | C  | T  | C  | T  | T  | C  | T  | C  | T  | C  | T  |
| Risultato | N  | P  | P  | V  | V  | V | P  | V | P  | V  | N  | P  | V  | P  | V  | V  | N  | N  | V  | V  | N  | N  | P  | N  | N  | V  | V  | V  | V  | V  | V  | V  | V  | P  |
| Posizione | 12 | 16 | 18 | 13 | 11 | 8 | 10 | 6 | 11 | 8  | 10 | 11 | 9  | 10 | 10 | 6  | 7  | 8  | 6  | 4  | 5  | 6  | 7  | 7  | 7  | 7  | 6  | 5  | 5  | 5  | 5  | 5  | 5  | 5  |

Legenda:

Luogo: C = Casa; T = Trasferta. Risultato: V = Vittoria; N = Pareggio; P = Sconfitta.

### Statistiche dei giocatori
| Giocatore     | Regionalliga nordest | Regionalliga nordest | Regionalliga nordest | Regionalliga nordest | Coppa di Germania | Coppa di Germania | Coppa di Germania | Coppa di Germania | Totale   | Totale | Totale      | Totale     |
| Giocatore     | Presenze             | Reti                 | Ammonizioni          | Espulsioni           | Presenze          | Reti              | Ammonizioni       | Espulsioni        | Presenze | Reti   | Ammonizioni | Espulsioni |
| ------------- | -------------------- | -------------------- | -------------------- | -------------------- | ----------------- | ----------------- | ----------------- | ----------------- | -------- | ------ | ----------- | ---------- |
| H. Brumme     | 8                    | 1                    | 0                    | 0                    | 1                 | 0                 | 0                 | 0                 | 9        | 1      | 0           | 0          |
| H. Cramer     | 26                   | 8                    | 3                    | 0                    | 1                 | 0                 | 1                 | 0                 | 27       | 8      | 4           | 0          |
| C. Ertmer     | 1                    | 0                    | 0                    | 0                    | 0                 | 0                 | 0                 | 0                 | 1        | 0      | 0           | 0          |
| T. Giehl      | 9                    | 1                    | 0                    | 0                    | 0                 | 0                 | 0                 | 0                 | 9        | 1      | 0           | 0          |
| G. Gorges     | 16                   | 2                    | 0                    | 0                    | 1                 | 0                 | 0                 | 0                 | 17       | 2      | 0           | 0          |
| J. Große      | 32                   | 4                    | 7                    | 0                    | 1                 | 0                 | 0                 | 0                 | 33       | 4      | 7           | 0          |
| R. Hebestreit | 20                   | 10                   | 5                    | 0                    | 0                 | 0                 | 0                 | 0                 | 20       | 10     | 5           | 0          |
| R. Heider     | 6                    | 0                    | 0                    | 0                    | 0                 | 0                 | 0                 | 0                 | 6        | 0      | 0           | 0          |
| S. Helbig     | 27                   | 7                    | 7                    | 2                    | 1                 | 0                 | 1                 | 0                 | 28       | 7      | 8           | 2          |
| D. Kavaz      | 16                   | 0                    | 1                    | 0                    | 0                 | 0                 | 0                 | 0                 | 16       | 0      | 1           | 0          |
| T. Keller     | 5                    | 0                    | 0                    | 0                    | 1                 | 0                 | 1                 | 0                 | 6        | 0      | 1           | 0          |
| S. Kraus      | 34                   | 0                    | 1                    | 0                    | 1                 | 0                 | 0                 | 0                 | 35       | 0      | 1           | 0          |
| A. Langbein   | 30                   | 1                    | 6                    | 1                    | 1                 | 0                 | 0                 | 0                 | 31       | 1      | 6           | 1          |
| H. Leinhos    | 8                    | 0                    | 0                    | 0                    | 0                 | 0                 | 0                 | 0                 | 8        | 0      | 0           | 0          |
| M. Mey        | 28                   | 8                    | 1                    | 1                    | 1                 | 0                 | 0                 | 0                 | 29       | 8      | 1           | 1          |
| A. Mujakovic  | 21                   | 2                    | 6                    | 0                    | 0                 | 0                 | 0                 | 0                 | 21       | 2      | 6           | 0          |
| H. Nowak      | 19                   | 1                    | 3                    | 0                    | 0                 | 0                 | 0                 | 0                 | 19       | 1      | 3           | 0          |
| S. Otto       | 17                   | 0                    | 2                    | 0                    | 0                 | 0                 | 0                 | 0                 | 17       | 0      | 2           | 0          |
| G. Penneke    | 20                   | 1                    | 5                    | 0                    | 1                 | 0                 | 0                 | 0                 | 21       | 1      | 5           | 0          |
| S. Riedel     | 3                    | 0                    | 0                    | 0                    | 1                 | 0                 | 0                 | 0                 | 4        | 0      | 0           | 0          |
| S. Schmidt    | 34                   | 7                    | 3                    | 1                    | 1                 | 0                 | 0                 | 0                 | 35       | 7      | 3           | 1          |
| P. Schönberg  | 17                   | 1                    | 2                    | 0                    | 0                 | 0                 | 0                 | 0                 | 17       | 1      | 2           | 0          |
| J. Wehrmann   | 32                   | 11                   | 2                    | 0                    | 1                 | 0                 | 0                 | 0                 | 33       | 11     | 2           | 0          |
| H. Weinrich   | 4                    | 1                    | 0                    | 0                    | 0                 | 0                 | 0                 | 0                 | 4        | 1      | 0           | 0          |